# Pertecnetato
Lo ione pertecnetato è  un ossianione di formula chimica TcO4−.
È usato spesso come una  fonte di isotopi dell'elemento radioattivo tecnezio, essendo anche molto conveniente grazie alla sua solubilità in acqua. In particolare è usato per trasportare l'isotopo Tc-99m, che è comunemente usato nella medicina nucleare in esami diagnostici.
Il pertecnetato è analogo al permanganato, ma ha un minore potere ossidante.
È anche noto per la sua capacità di inibire il trasporto attivo di iodio da parte del NIS (Natrium-Iodide Symporter, il simporto responsabile della captazione di iodio da parte delle cellule follicolari della tiroide. Così facendo, il pertecnetato esercita un effetto negativo sulla biosintesi degli ormoni tiroidei.